# Eublemma pudica
Eublemma pudica is een vlinder van de familie van de spinneruilen (Erebidae). De wetenschappelijke naam van deze soort werd voor het eerst voorgesteld als Thalpochares pudica door Pieter Snellen in een publicatie uit 1880.
De soort komt onder andere voor in India (West-Bengalen), Sri Lanka, Indonesië (Sulawesi) en Australië (Queensland).